# Kanaris a Scio
Kanaris a Scio, noto anche come I fratelli Kanaris o I marinai del Giardino Inglese, è una scultura marmorea realizzata dallo scultore italiano Benedetto Civiletti nel 1878 a Palermo. Raffigura Konstantinos Kanaris, in primo piano, e Andreas Pipinos a Chio, a bordo di una nave incendiaria nella notte tra il 6 e il 7 giugno 1822, quando le forze al comando di Kanaris attaccarono la nave ammiraglia ottomana come vendetta del massacro di Chio.
Acquistata dal principe Umberto II di Savoia durante la sua mostra palermitana, la scultura fu poi esposta a Parigi, dove vinse una medaglia d'oro all'Esposizione universale del 1878. Inizialmente collocato nei giardini di Villa Giulia a Palermo, è stato successivamente spostato nella sede attuale, in un piccolo padiglione neomoresco nel Giardino Inglese, da allora ribattezzato parco Piersanti Mattarella.

## Galleria d'immagini

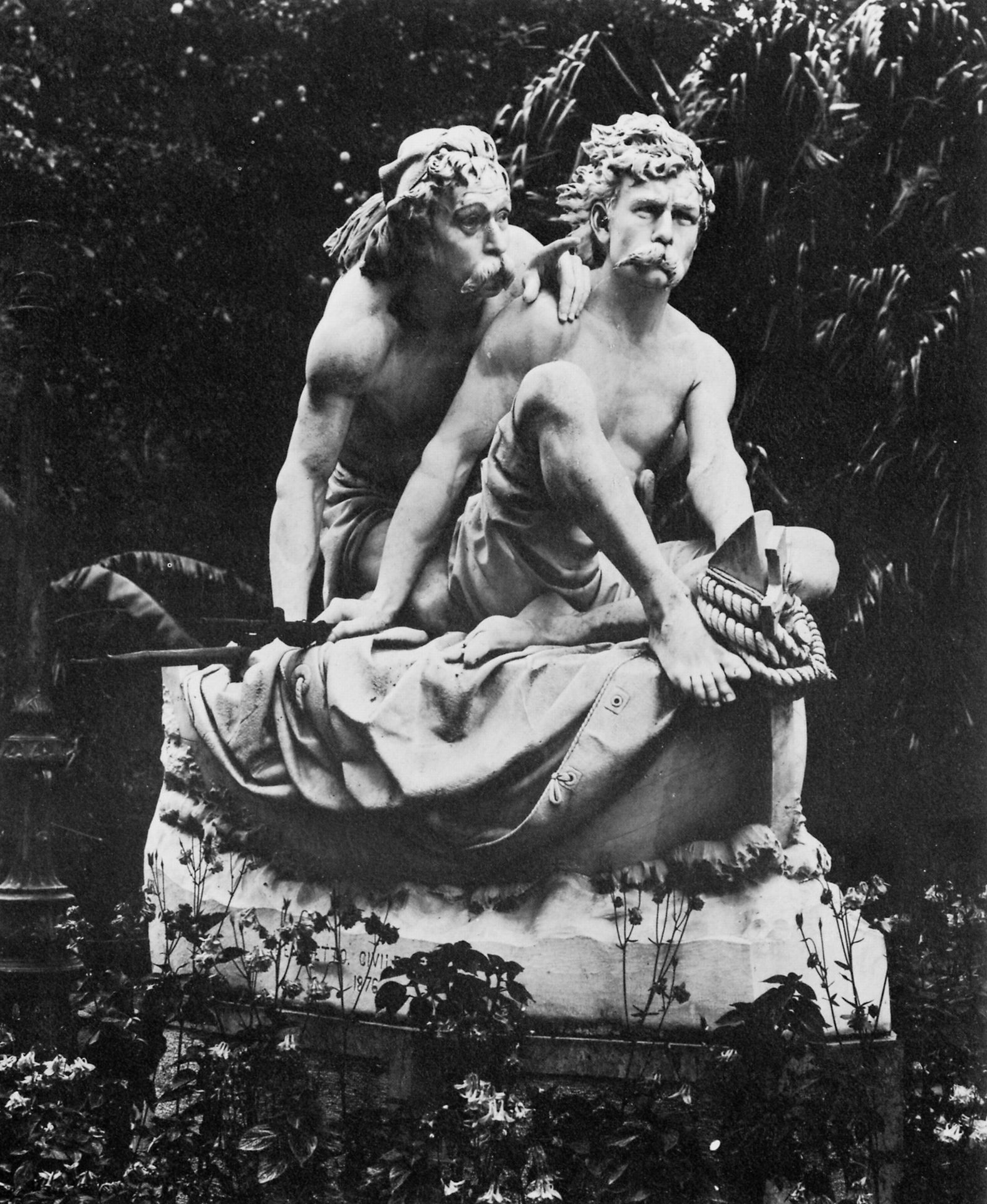
La scultura a Villa Giulia, Palermo, 1898.
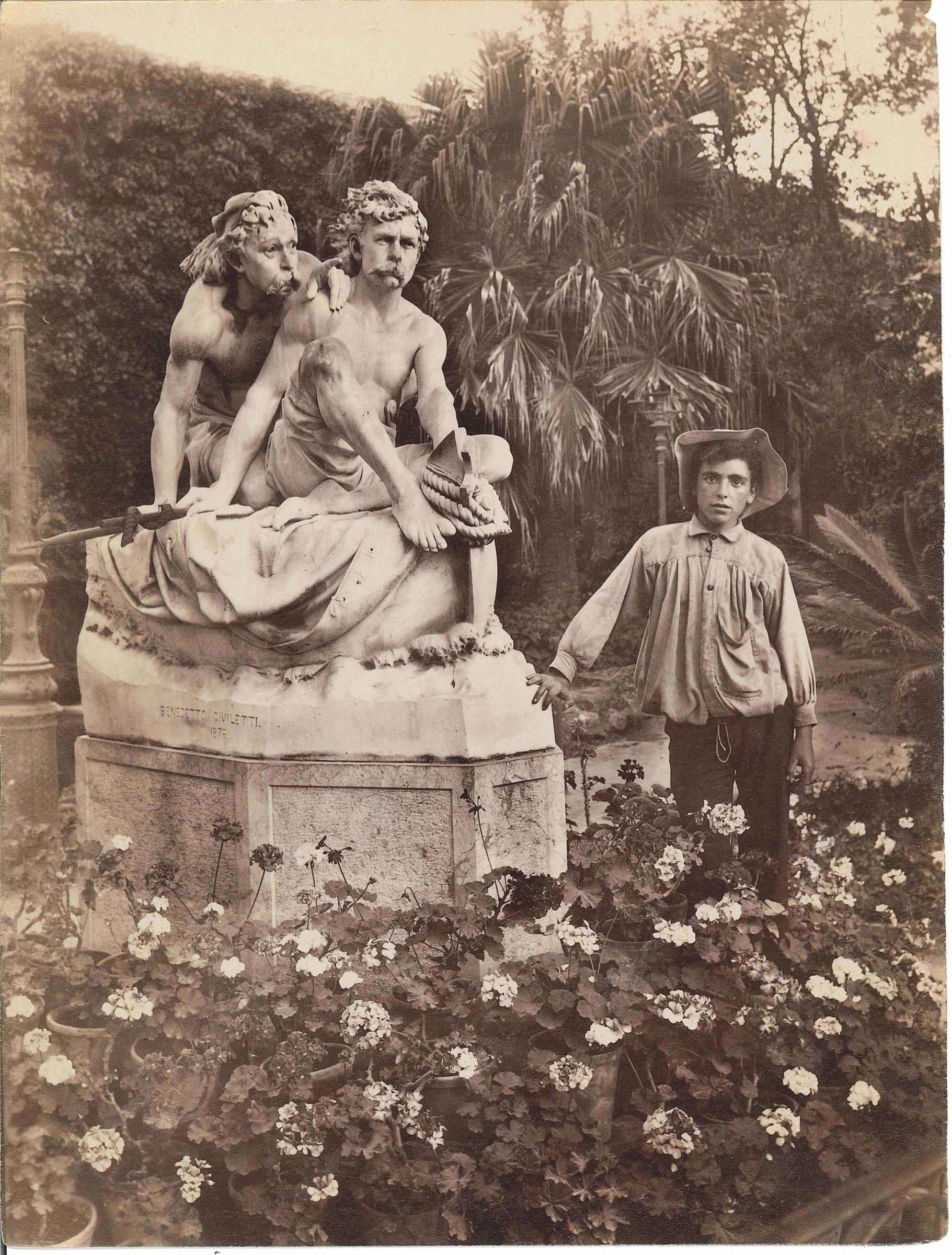
La scultura a Villa Giulia, Palermo, c. 1900.
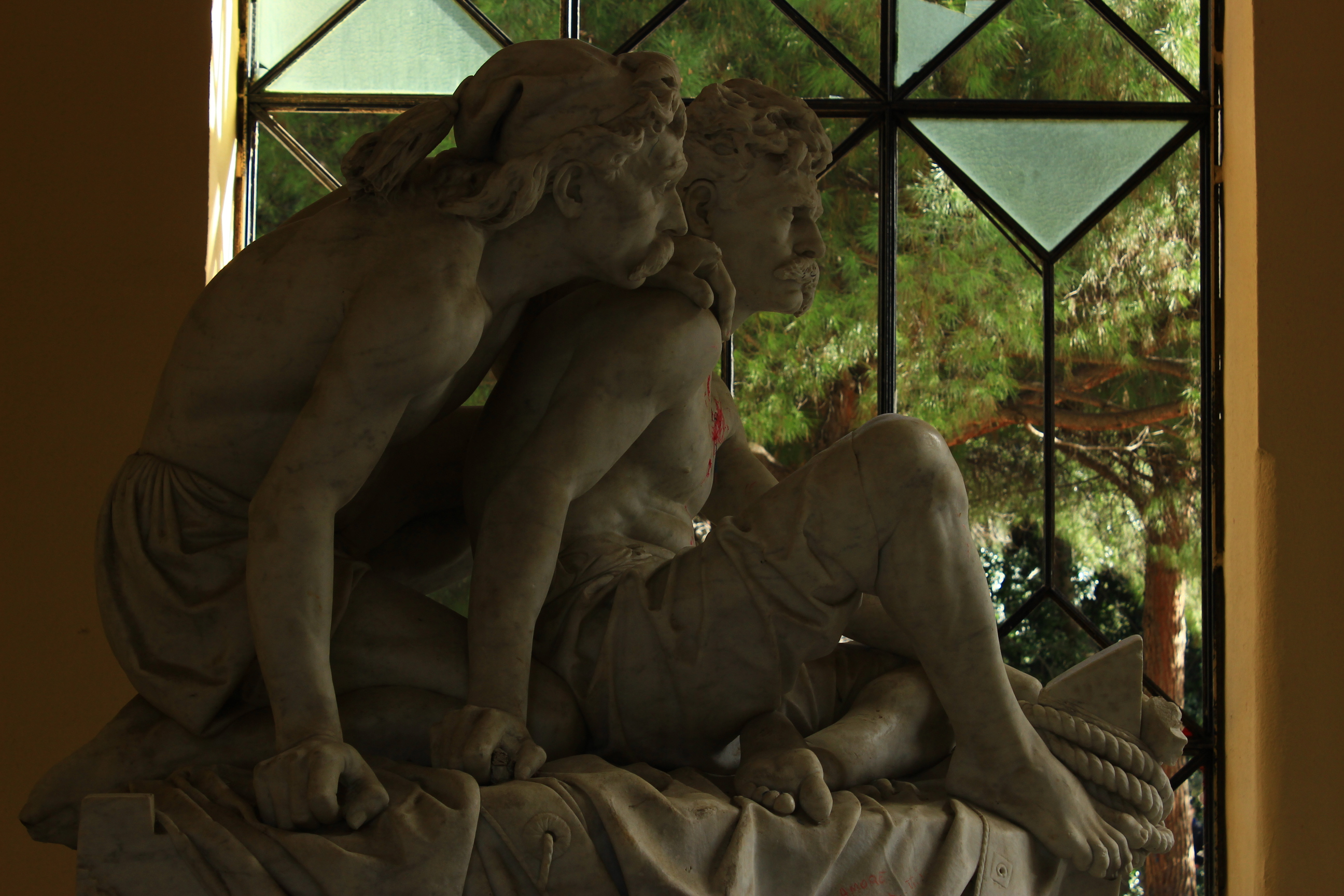
La scultura nel Giardino Inglese, Palermo, 2014.
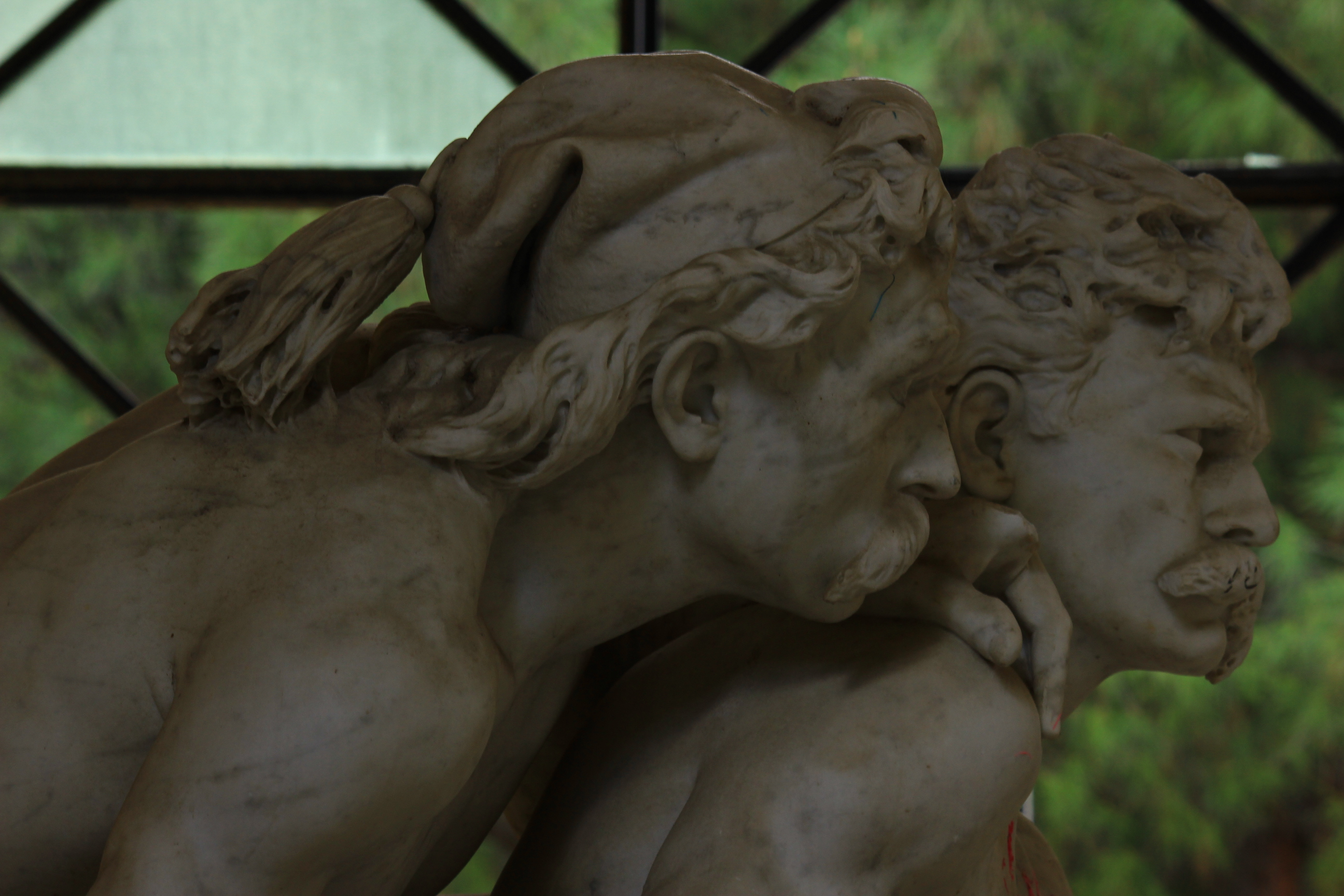
La scultura nel Giardino Inglese, Palermo, 2014.